# Matt Passmore
Matthew (Matt) Passmore is een Australische acteur. Hij maakte in 2003 zijn acteerdebuut als Pete Jones in de televisieserie Always Greener. Zijn filmdebuut volgde in 2005, een naamloze rol in Son of the Mask.
Passmore studeerde in 2001 af aan het National Institute of Dramatic Art (NIDA). In 2007 versterkte hij de cast van McLeod's Daughters in de rol van Marcus Turner, de halfbroer van Alex Ryan. Hij was al eens eerder te zien in McLeod's Daughters als Greg Hope, die verliefd was op Tess. 

## Filmografie
*Exclusief televisiefilms
- Jigsaw (2017)
- Come Back to Me (2014)
- Son of the Mask (2005)

## Televisieseries
*Exclusief eenmalige verschijningen
- Satisfaction - Neil Truman (2014, tien afleveringen)
- The Glades - Jim Longworth (2010-2013, 49 afleveringen)
- Underbelly - Warwick Mobbs (2009, acht afleveringen)
- The Cut - Andrew Telford (2009, zes afleveringen)
- McLeod's Daughters - Marcus Turner (2006-2009, 54 afleveringen)
- Last Man Standing - Cameron Kennedy (2005, 22 afleveringen)
- The Cooks - Jake (2004-2005, vijf afleveringen)
- Blue Heelers - Brad Fingleton (2003, vijf afleveringen)
- Always Greener - Pete Jones (2003, veertien afleveringen)

- Gemeinsame Normdatei: 1233227173
- International Standard Name Identifier: 0000 0004 6476 5766
- Library of Congress Control Number: no2011034380
- MusicBrainz: 3fdefa2a-d419-4b44-a2cb-87daf1f216a3
- Virtual International Authority File: 168978515
- WorldCat: E39PBJm9bmRkh9PfjmD7cWPG73